# Медаль Визволення Кувейту (Кувейт)
Медаль визволення Кувейту (араб. وسام التحرير Wisām al-Taḥrīr, англ. Liberation Medal) — медаль, що створена в 1994 році урядом Кувейту, і вручалася як кувейтським, так і іноземним військовослужбовцям, які брали участь у звільненні Кувейту під час війни в Перській затоці 1990 року.

## Медаль визволення Кувейту (Кувейт)

### Опис
Медаль визволення Кувейту запропонована начальником штабу Збройних сил Кувейту 16 липня 1994 року. Затверджена Радою міністрів Кувейту для нагородження п'ятьма класами, як правило, відповідно до рангу нагородженого.
На аверсі медалі зображено герб Кувейту: традиційний арабський вітрильний човен дау та сокіл з прапором Кувейту у пазурях. На реверсі — карта Кувейту.

## Нагородження та носіння

### Австралія
Уряд Австралії постановив, що його військовослужбовці можуть отримівати ці медалі на пам'ять, але дозвіл на носіння їх у формі не надав. Це пояснюється тим, що медаль визволення Кувейту (Саудівська Аравія) було схвалено для носіння в уніформі до випуску медалі Кувейту.

### Канада
Уряд Канади постановив, що його військовослужбовці можуть отримувати медаль на пам'ять, але дозвіл на носіння у формі було відмовлено.
Лише чотирьом канадцям уряд Канади дозволив носити ці медалі.

### Франція
Франція прийняла всі версії рангів для свого особового складу відповідно до їхнього звання під час операції «Буря в пустелі», і було наданотдозвіл на носіння в уніформі.

### Італія
Міністерство оборони Італії дозволило носіння медалі з самого початку, а також її транскрипцію в особистих службових документах.

### Велика Британія
Уряд Сполученого Королівства постановив, що його військовослужбовці можуть приймати свої медалі на пам'ять, але через те, що у Великій Британії вже була медаль Перської затоки, яка присвячена кампанії, у дозволі на носіння медалі чи стрічки було відмовлено.

### Сполучені Штати
США прийняли лише п'ятий клас для всього відповідного персоналу.
Критерії: присуджується військовослужбовцям Збройних сил Сполучених Штатів, які брали участь у підтримці операції «Щит пустелі» або «Буря в пустелі» в одному або кількох із таких районів між 2 серпня 1990 року та 31 серпня 1993 року: Перська затока, Червоне море, Оманська затока, Аденська затока, частина Аравійського моря, що лежить на північ від 10 градусів північної широти та на захід від 68 градусів східної довготи, а також загальна площа суші Іраку, Кувейту, Саудівської Аравії, Оману, Бахрейну, Катару та Об'єднані Арабські Емірати . Щоб відповідати вимогам, військовослужбовець повинен:
- прикріплений або регулярно служив протягом одного або кількох днів в підрорзділі, який брав участь у наземних/берегових (військових) операціях;
- прикріплений або регулярно служив протягом одного або більше днів на борту військово-морського судна, що безпосередньо підтримуло військові операції;
- фактична участь як член екіпажу в одному або кількох повітряних польотах, що безпосередньо підтримували військові операції у зазначених вище районах;
- виконання тимчасових обов'язків протягом 30 днів поспіль або 60 днів непоспіль. Ці часові обмеження можуть бути скасовані для учасників, які брали участь у фактичних бойових діях.

Листом від 16 липня 1994 року уряд Кувейту запропонував членам збройних сил Сполучених Штатів Медаль визволення Кувейту. Медаль була прийнята міністром оборони Вільямом Дж. Перрі згідно з меморандумом від 16 березня 1995 року.